# Уголовный кодекс РСФСР 1926 года
Уголовный кодекс Российской Социалистической Федеративной Советской Республики редакции 1926 года — масштабная редакция Уголовного кодекса РСФСР 1922 года, принятая постановлением ВЦИК 22 ноября 1926 года, которая по сути означала принятие нового уголовного кодекса.
Вступил в силу с 1 января 1927 года, и с многочисленными изменениями и дополнениями действовал, пока 1 января 1961 года в силу не вступил принятый 27 октября 1960 года Уголовный кодекс РСФСР 1960 года.

## История
После образования Союза Советских Социалистических Республик и принятия Конституции СССР началось создание общесоюзного уголовного законодательства. Были приняты Основные начала уголовного законодательства Союза ССР и союзных республик 1924 года, и республиканские УК начали приводиться в соответствие с ними. В 1925—1926 годах в УК РСФСР 1922 года были внесены настолько значительные изменения, что в ноябрьской редакции 1926 года фактически был утверждён новый кодекс. Действовал также на территории выделенных из РСФСР Казахской, Киргизской и Карело-Финской ССР, а также в присоединённых к СССР в 1940 году республиках Прибалтики.

## Статья 58
Ряд статей (которые являлись отдельными статьями, но начальный номер у всех был одинаковый, а различались индексом) совокупно называли 58-й статьёй. Они устанавливали специфически советскую уголовную ответственность за контрреволюционную деятельность. Получившие приговор по этим статьям именовались «политическими», «каэр» [контрреволюционеры]. После освобождения такие люди не имели права поселиться ближе чем в 100 км от крупных городов (в оговорённые судом сроки).

## Защита социалистической собственности
Озабоченное проблемой защиты государственной собственности от корыстных посягательств, советское государство включило в новую редакцию УК статьи об имущественных, должностных, хозяйственных преступлениях.
Статья 109 предусматривала наказание за злоупотребление служебным положением в корыстных целях, 116-я — за растрату, 129-я — за заключение заведомо невыгодных для государства сделок, 162-я (пункты «г», «д») — за кражу государственного имущества, 169-я, часть 2 — за мошенничество. Наказание по преступлениям против социалистической собственности стало жестче, чем за притязания на личное имущество.
Например, за кражу личного имущества, совершённую впервые и без сговора с третьими лицами, полагались лишение свободы или принудительные работы до трёх месяцев, а максимально — год лишения свободы. За обычную кражу государственного имущества полагались до 2 лет лишения свободы или год принудительных работ, за квалифицированную кражу — до пяти лет. Мошенничество в отношении частного лица могло быть наказано лишением свободы до двух лет, в отношении государства — до пяти. Максимальный срок лишения свободы статьям УК РСФСР 109, 116 и 129 достигал 10 лет.

## Статья 107
В УК 1926 года была введена статья 107 «Злостное повышение цен на товары путем скупки, сокрытия или невыпуска таковых на рынок», которая предусматривала лишение свободы на срок до одного года с конфискацией всего или части имущества, или без таковой. При наличии сговора торговцев лишение свободы повышалось до трех лет с конфискацией всего имущества.